# Mytiszczi Arena
Mytiszczi Arena (ros. Арена Мытищи) – hala widowiskowo-sportowa z lodowiskiem w Mytiszczi w Rosji. 
Arena została wybudowana w 2005. Może pomieścić 7000 osób jednak na koncerty odbywające się w tej hali można dobudować dodatkowe 2000 miejsc. 
W 2007 lodowisko było areną Mistrzostw Świata w Hokeju na Lodzie Elity. Trzykrotnie w hali organizowano KHL Junior Draft (w edycjach 2009, 2010, 2011).
Do 2015 arena stanowiła lodowisko dla zespołu Atłant Mytiszczi w lidze KHL. W lipcu 2020 poinformowano, że Mytiszczi Arena będzie bazą chińskiego zespołu Kunlun Red Star w sezonie KHL (2020/2021).